# Benfica Petróleos do Lubango
Benfica Petróleos do Lubango, mas conhecido como Petro do Lubango, é um clube multi-desportivo da cidade de Lubango, a capital da província de Huíla, em Angola. No futebol, a sua mais popular modalidade, disputou o Girabola - Primeira Divisão Angolana de Futebol pela última vez em 2014.

## História
O Petro do Lubango foi criado em 27 de fevereiro de 1932, por intermédio de uma comissão instaladora enviada pelo Sport Lisboa e Benfica, sendo a 16ª filial deste time português. O próprio Petro do Lubango, em 25 de agosto de 1950, pode dar origem à equipe atualmente chamada de Sport Lubango e Benfica, a 36ª filial portuguesa.

## Modalidades
O Petro do Lubango possui equipas e atletas para as modalidades de futebol, futsal, basquetebol, ténis de mesa, voleibol, taekwondo, xadrez, karate-dó, capoeira, ginástica e atletismo.

## Rivais
Conserva rivalidade com o Sport Lubango e Benfica, com o Clube Ferroviário da Huíla e com o Clube Desportivo da Huíla.